# François-Henri de La Broüe de Vareilles

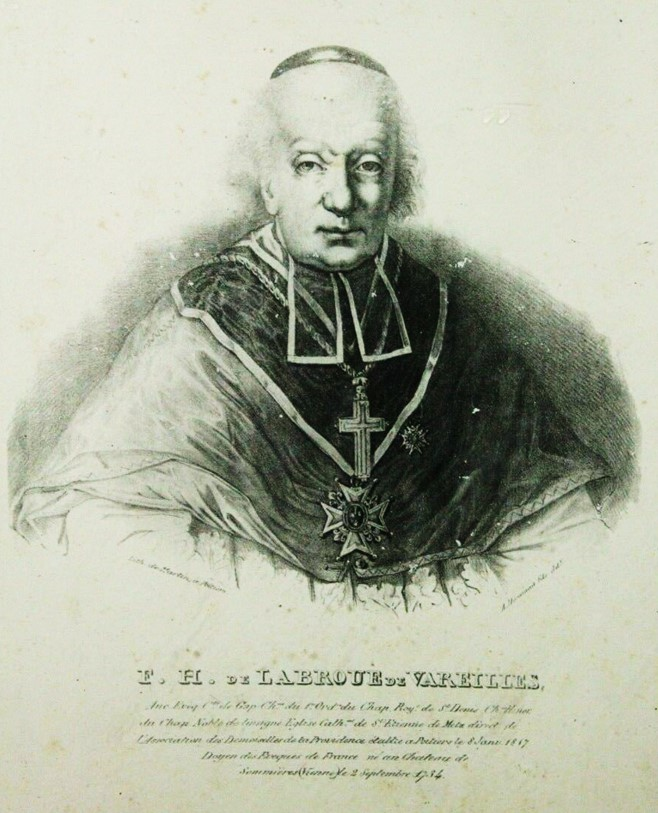

François-Henri de La Broüe de Vareilles (né à Sommières-du-Clain le 2 septembre 1734 et mort à Poitiers le 25 novembre 1831), ecclésiastique, fut le dernier évêque de Gap de 1784 à 1792.

## Biographie
François-Henri de la Broüe de Vareilles est issu d'une famille noble de Poitiers. Il est le second des dix enfants de Jean-François de La Broüe de Vareilles, seigneur de Sommières. Élève du séminaire Saint-Sulpice, il devient chanoine de Meaux en 1760, puis grand vicaire du cardinal Louis-Joseph de Montmorency-Laval, l'évêque de Metz. En  1770, il est devient le dernier abbé commendataire de l'abbaye de La Grâce-Dieu dans le diocèse de Maillezais. Il est désigné en 1784 comme évêque de Gap, confirmé le 25 juin et consacré en juillet par le cardinal Montmorency-Laval. Il participe à l'assemblée des Trois ordres tenue à Romans en décembre 1788 mais devient ensuite un adversaire de la Révolution française.
À la suite de l'adoption de la Constitution civile du clergé en 1790, il refuse de prêter le serment constitutionnel et est déchu de son évêché de Gap. Il excommunie l'abbé Ignace de Cazeneuve élu pour lui succéder et continue néanmoins à exercer ses fonctions épiscopales jusqu'en septembre 1792 avant de se retirer à Fribourg où il publie un mémoire dans lequel il justifie son action dans son diocèse depuis mars 1789.  Après l'adoption du Concordat de 1801 il refuse par lettre à Munich le 23 novembre 1801 de se démettre de son siège et ne rentre d'exil et donne sa démission qu'en 1815 après la Restauration. Il est nommé en 1825 chanoine de la basilique de Saint-Denis tout en résidant à Poitiers où il exerce de facto les pouvoirs religieux d'évêque pendant la vacance du siège jusqu'en 1819. Il meurt à Poitiers le 25 novembre 1831, dernier représentant de l'épiscopat de l'Ancien régime.